# Жорницька волость
Жорницька волость — адміністративно-територіальна одиниця Липовецького повіту Київської губернії з центром у містечку Жорнище.
Станом на 1886 рік складалася з 8 поселень, 6 сільських громад. Населення — 5778 осіб (2841 чоловічої статі та 2937 — жіночої), 710 дворових господарств.
|                     | Площа, десятин | У тому числі орної, дес. |
| ------------------- | -------------- | ------------------------ |
| Сільських громад    | 4882           | 3620                     |
| Приватної власності | 4536           | 3003                     |
| Іншої власності     | 267            | 199                      |
| Загалом             | 9685           | 6822                     |

Поселення волості:
- Жорнище — колишнє власницьке містечко за 18 верст від повітового міста, 1300 осіб, 183 двори, православна церква, синагога, єврейський молитовний будинок, школа, 4 постоялих двори, 8 постоялих будинків, 6 лавок, базари по п'ятницях, ярмарки через 2 тижні, водяний млин, винокурних завод. За 10 верст — сільсько-господарський механічний завод.
- В'язовиця — колишнє власницьке село, 191 особа, 34 двори, школа, водяний млин.
- Красненьке — колишнє власницьке село, 1325 осіб, 190 дворів, православна церква, школа, постоялий будинок.
- Лугова — колишнє власницьке село  при річці Соб, 336 осіб, 52 двори, православна церква, водяний млин, винокурних завод.
- Павлівка — колишнє власницьке село при річці Соб, 1040 осіб, 104 двори, православна церква, школа, постоялий будинок.
- Якубівка — колишнє власницьке село при річці Соб, 800 осіб, 140 дворів, православна церква, католицька каплиця, школа, постоялий будинок.